# Diana zur Löwen
Diana zur Löwen (* 20. Mai 1995 in Gießen) ist eine deutsche Unternehmerin, Webvideoproduzentin und Influencerin. Sie wurde durch Inhalte im Bereich Mode und Kosmetik bekannt, befasst sich aber auch mit politischen Themen.

## Leben und Wirken
Diana zur Löwen wuchs im hessischen Butzbach auf. Sie studierte Betriebswirtschaftslehre an der Universität zu Köln und beendete ihr Studium 2019 mit einer Bachelorarbeit zum Thema „Erfolgskriterien bei der Produktplatzierung auf YouTube“. Außerdem absolvierte sie eine von der IHK zertifizierte Ausbildung zum Projektmanager. 2018 gründete sie gemeinsam mit der Programmiererin Aya Jaff und einer Eventmanagerin ein Beratungs-Startup (Codesign Factory) zu Social-Media-Themen für mittelständische Unternehmen und war dort Geschäftsführerin. Aus dem Unternehmen schieden sie und Aya Jaff nach knapp einem Jahr wieder aus; die Gründe dafür blieben unbekannt.
Mit 14 Jahren begann sie zu bloggen und mit 16 Jahren Internetvideos zu erstellen. Zur Löwen wurde zunächst mit ihren Beiträgen über Mode bekannt, indem sie auf ihrem YouTube-Kanal Fundstücke aus Secondhandläden vorführte. Seit etwa 2019 wandelte sich das Profil der Kanäle zur Löwens. So erklärte sie nun häufig politische Inhalte und führte Interviews mit Politikern, bspw. mit Jean-Claude Juncker und Philipp Amthor. Gemeinsam mit der bayerischen Sozialministerin Kerstin Schreyer warb sie dafür, dass Jugendliche eine Ausbildung zur Erzieherin/zum Erzieher machen. Beeinflusst wurde der Wandel ihrer Kanäle nach eigenen Angaben von der „Fridays for Future“-Bewegung. Ihre Beiträge befassten sich auch mit der Klimakrise. Außerdem sprach sie über Finanzthemen, Europapolitik oder sexualisierte Gewalt. Sie sagte, sie verstehe sich als „Internet-Erklärerin“ für Manager aus älteren Generationen und als Vermittlerin komplexer Themen für jüngere Menschen. Ihr Ziel sei es, junge Menschen „aus dieser Beauty-Blase zu holen“. Sie lebt in Berlin und betreibt ihre Kanäle in Vollzeit.
Sie moderierte am 15. Oktober 2020 zum „Aktionstag gegen digitale Gewalt“ der Initiative „Stärker als Gewalt“ des Bundesministeriums für Familie, Senioren, Frauen und Jugend (als Unterstützerin der Initiative) eine Podiumsdiskussion mit vier Frauen, u. a. der Bundesfrauenministerin Franziska Giffey und Anna-Lena von Hodenberg, der Geschäftsführerin von HateAid.

## Rezeption
Diana zur Löwen wurde in den Medien als „eine der einflussreichsten“ oder „der erfolgreichsten Influencerinnen Deutschlands“ bezeichnet. Sie sei ein „Star bei Instagram mit Sex-, Flirt- und Partytipps“. Begründet wurde dies meist damit, dass sie mehr als eine halbe Million Abonnenten hat. Seit 2018 wird sie regelmäßig interviewt und auch zu ihrem Politisierungsprozess befragt.
Wolfgang M. Schmitt schrieb im Sommer 2021, zur Löwen sei einer derjenigen Influencer, die sich „pseudo-politisch“ geben, die aber „dezidiert nicht journalistisch“ arbeiten, „bloß ihre gefilterte ‚Personality‘ mit Lifestyle-Politik [verknüpfen]“ und sich „bei lammfrommen Politikerinterviews im Glanz des Ruhms [sonnen]“.

## Kontroversen
Im März 2020 sorgte zur Löwen für Empörung auf Twitter, nachdem sie auf Instagram ein Video-Interview mit Wolfgang Drechsler, Afrikakorrespondent des Handelsblatts, gepostet hatte, in dem er sich unwidersprochen abwertend über „den Afrikaner“ äußerte. Nach dem Protest auf Twitter, in dem auch ihr Rassismus vorgeworfen wurde, löschte sie das Video. Infolgedessen wurde sie beschimpft und zum Ziel eines Shitstorms. In einem Video-Interview aus dem Jahr 2021 bei heute zum Thema Hass im Netz berichtete sie von einem „Postfach voller Hassnachrichten“. Sie sagte, sie habe einen Fehler begangen und habe versucht, dies aufzuarbeiten.
Löwen wurde in den Jahren 2018 bis 2022 wiederholt wegen nicht gekennzeichneter Werbung (Schleichwerbung) abgemahnt und verlor entsprechende Rechtsstreitigkeiten.
In der Kritik steht Löwen auch, weil ihre Inhalte widersprüchlich seien. So wurde ihr vorgeworfen, sich als nachhaltige Influencerin zu präsentieren, während sie gleichzeitig für Marken warb, die nicht mit ihren Aussagen übereinstimmten. Dazu gehörte etwa, dass sie „second-hand“ einkaufte, aber in New York shoppen ging oder für Firmen mit problematischen Lieferketten Werbung machte.
Löwen warb für "Anxiety-Ringe" als Mittel gegen Angstzustände, bei denen es sich jedoch lediglich um Ringe mit Perlen handelt und deren therapeutische Wirkung daher auch nicht belegt ist. Sie warb zudem für Hersteller für Akkupressur-Matten als Mittel gegen Stress. 2022 nahm sie an einem "Mental Health Retreat" der Influencerin Cathy Hummels teil, bei dem Influencerinnen in ein Luxus-Resort nach Rhodos flogen und dort diverse Produkte u. a. gegen Depressionen bewarben. Die Deutsche Depressionsliga erhob den Vorwurf, "Depression für Werbezwecke zu benutzen".
Löwen wurde im Jahr 2024 kritisiert, politische Themen für Werbezwecke zu missbrauchen. So nutze sie das Problem sexuellen Missbrauchs für Werbung für L’Oréal, das Thema Altersarmut für Werbung für Strumpfhosen, und widerspreche ihrer früheren Unterstützung von Body Positivity mit ihren Werbeverträgen für Damenrasierer.
Anfang 2024 wurde bekannt, dass zur Löwen in ihrem Onlineshop handelsüblichen Billigschmuck irreführend als „von mir designt und fair und nachhaltig produziert“ bewarb und für hohe Preise anbot. Sie änderte daraufhin die Formulierung und erklärte, sie werde künftig verstärkt auf die Lieferkette achten.

## Ehrenamtliches Engagement
Für die Deutsche Stiftung Weltbevölkerung produzierte sie 2017 ein Kampagnenvideo über den Lebensalltag junger Frauen in Nairobi. 2019 beteiligte sie sich an der überparteilichen #diesmalwähleich-Kampagne zur Europawahl.
Bei der Aktion der Arbeitsgemeinschaft sozialdemokratischer Frauen (vertreten durch Sally Lisa Starken) “#stattBlumen” gegen das Gender-Pay-Gap war sie (neben Louisa Dellert) eine der kooperierenden Influencerinnen. Bei der Bambi-Verleihung 2020 beteiligte sie sich (neben Gesundheitsminister Jens Spahn und anderen Prominenten) an der Kampagne “#BambihilftKindern” zu Kindern in Not in Deutschland (u. a. durch COVID-19-Pandemie in Deutschland), indem sie ein Video produzierte und auch selbst spendete.

## Veröffentlichungen (Auswahl)
- GROWTH: Dein tägliches Journal für smarte Ziele und langfristige Erfolge, Verlag Community Editions, Köln 2019, ISBN 978-3-96096-094-2
- Best friends forever, Ullstein Taschenbuch, Berlin 2017, ISBN 978-3-96017-004-4